# Symphoricarpos orbiculatus
Symphoricarpos orbiculatus là một loài thực vật có hoa trong họ Kim ngân. Loài này được Moench miêu tả khoa học đầu tiên năm 1794.

## Hình ảnh

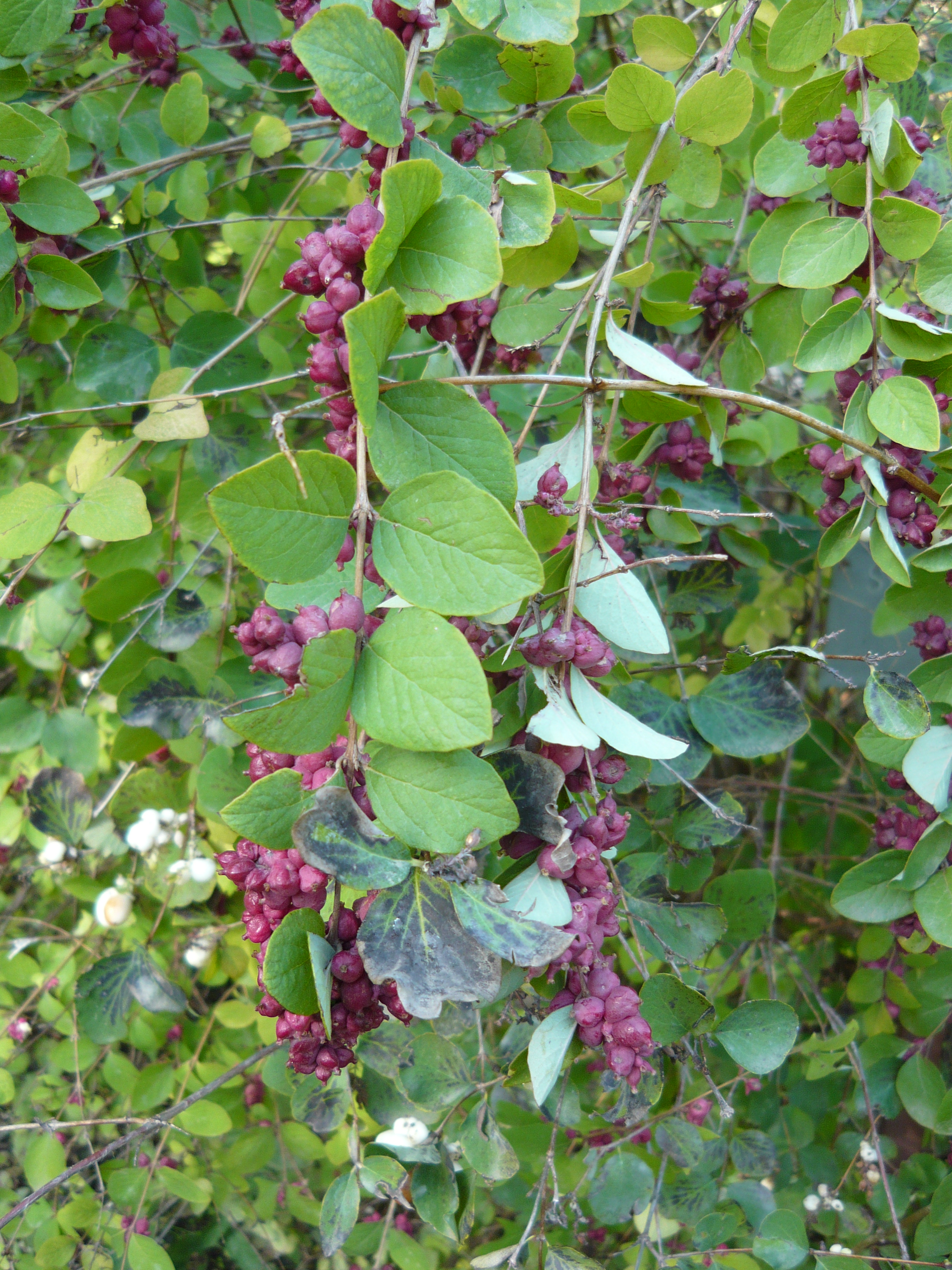
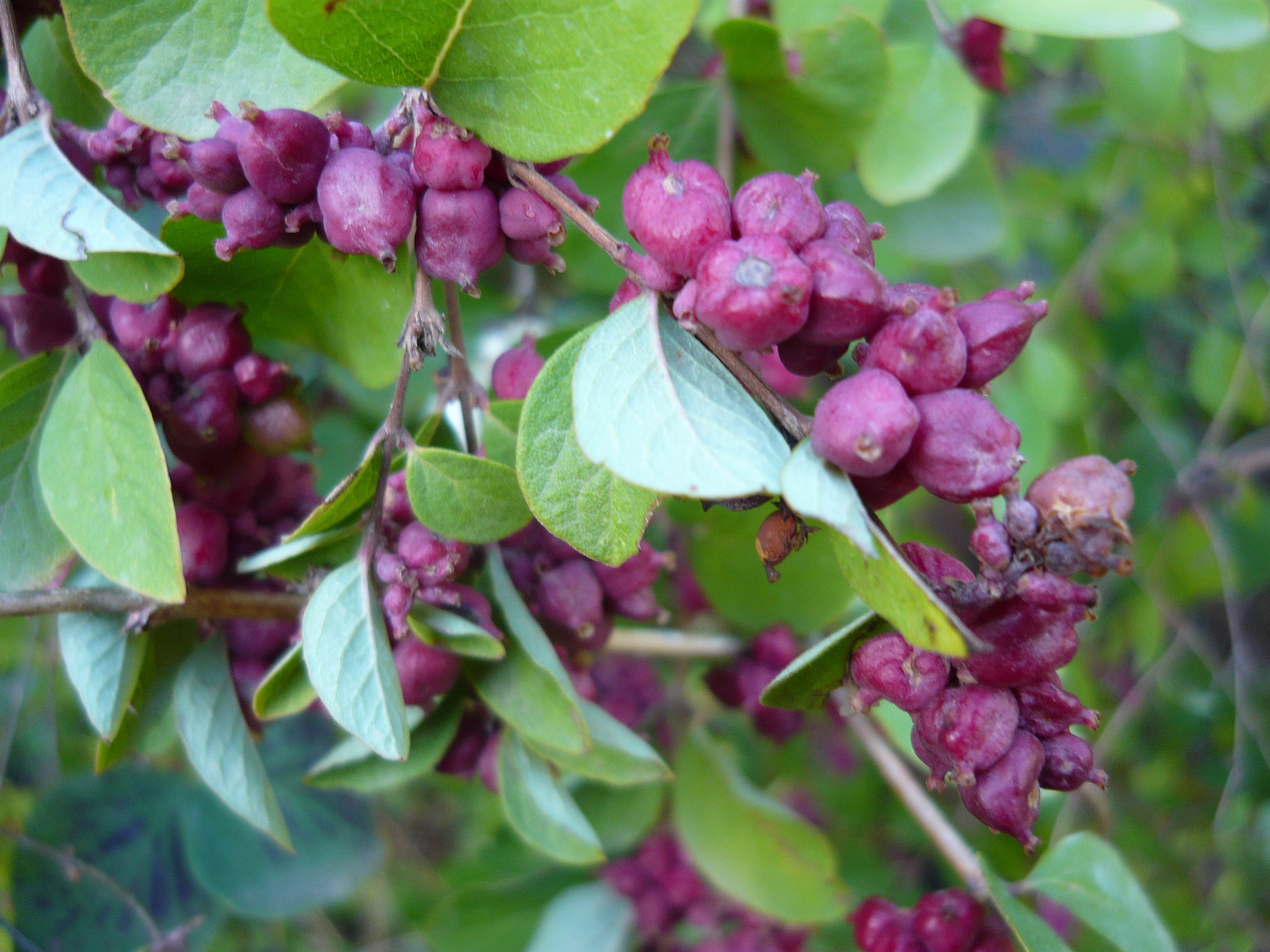
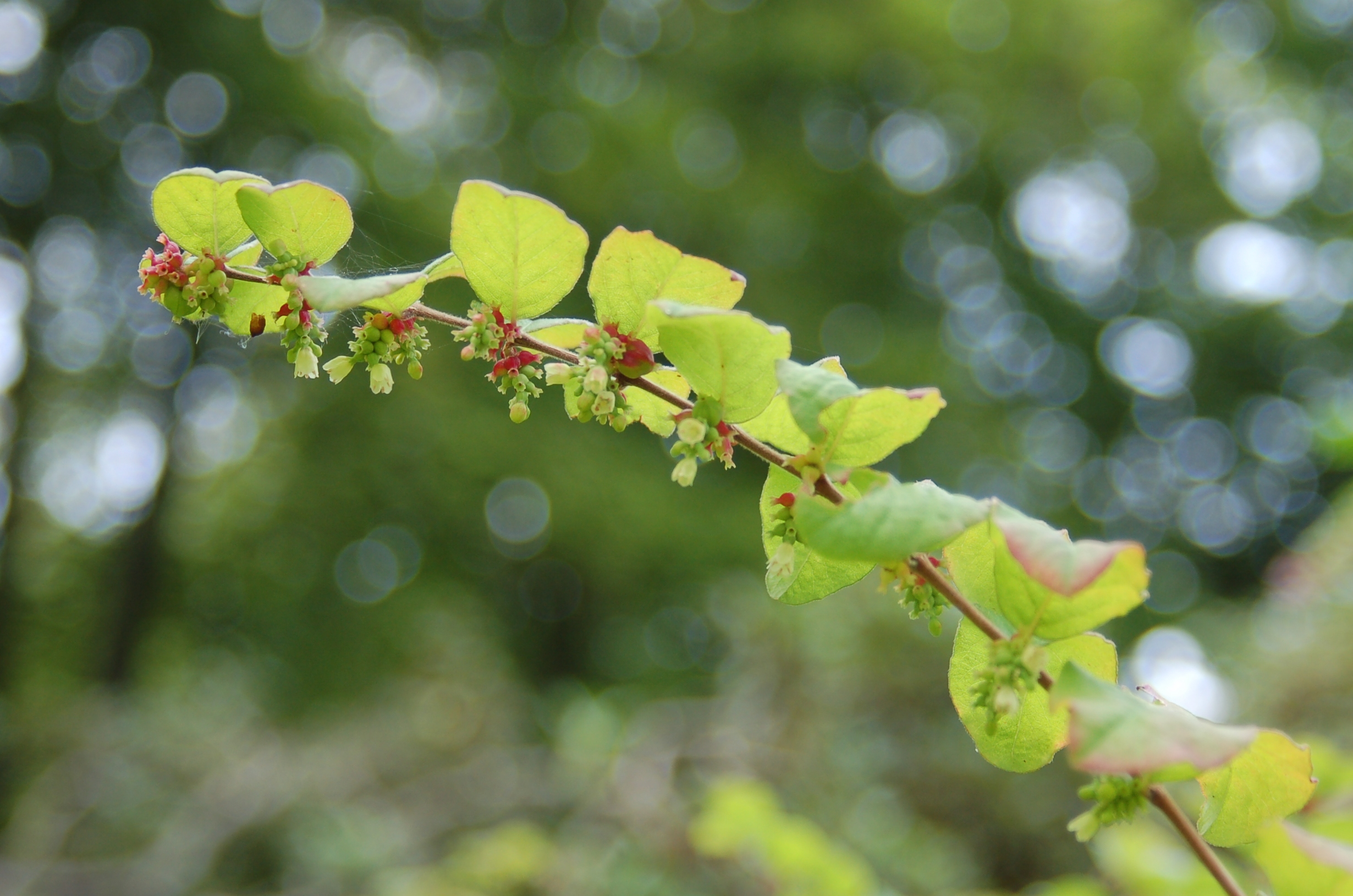
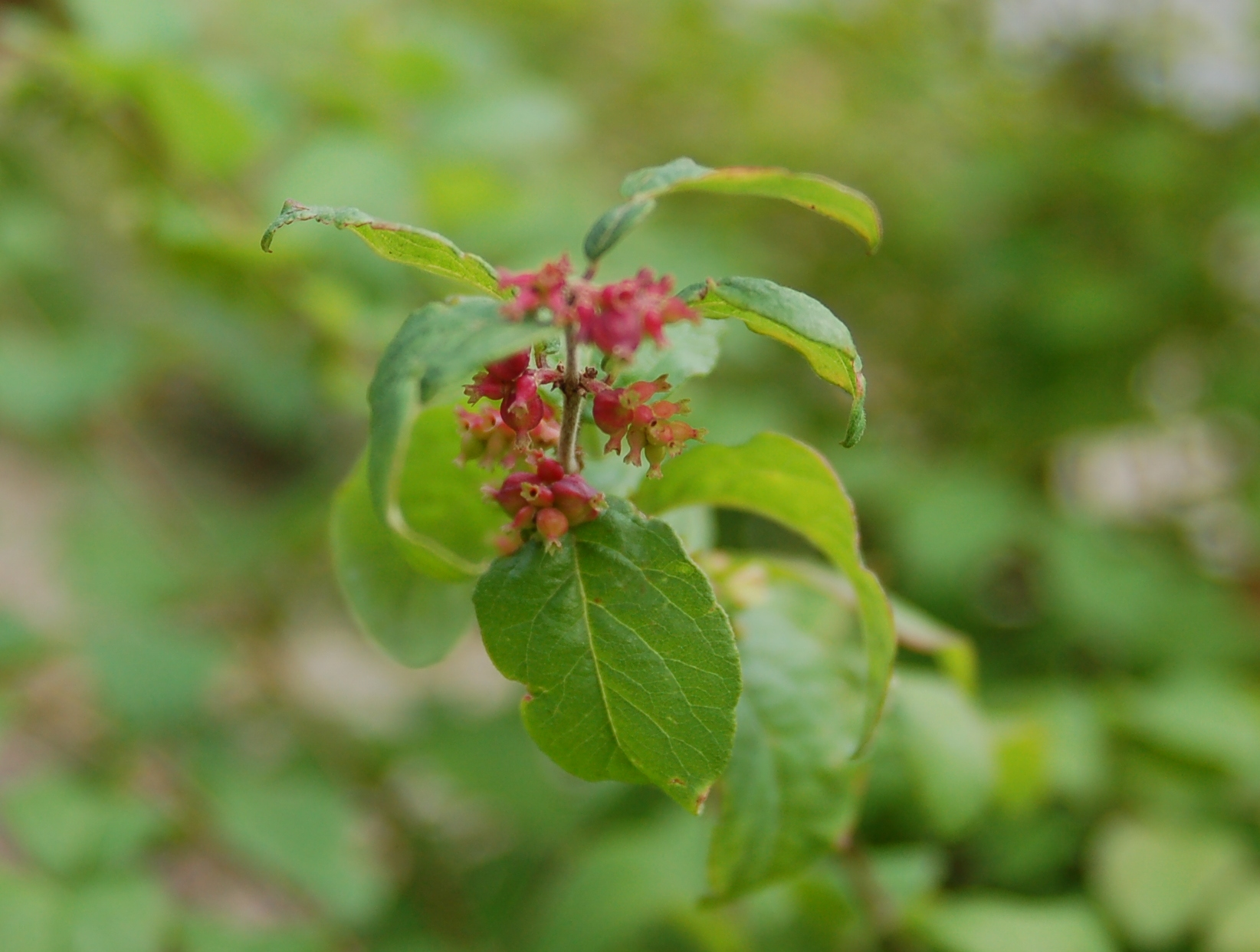